# Косинчени
Косинчени (на гръцки: Ιεροπηγήώτες, Йеропигиотес) са жителите на село Косинец (Йеропиги), Гърция. Това е списък на най-известните от тях.

## Родени в Косинец
А – Б – В – Г – Д –
Е – Ж – З – И – Й —
К – Л – М – Н – О —
П – Р – С – Т – У —
Ф – Х – Ц – Ч – Ш —
Щ – Ю – Я

### А
- Андон Терзиовски (? – 1907/1908), гръцки андартски деец
- Атанас Андреев, български революционер от ВМОРО, четник на Иван Наумов Алябака[3]
- Атанас Кършаков (1880 – 1907), български революционер
- Атанас Миховски (1895 – 1924), български политик, деец на БКП
- Атанас Палчев (1873 – ?), деец на ВМОРО
- Атанас Стоянов, български революционер от ВМОРО, четник на Бончо Василев[4]

### В
- Васил Андонов Майналовски – Майски, български офицер (полковник) и деец на ВМРО[5][6]
- Васил Бицов, деец на ВМОРО, член на селския комитет и участник в сражението при Локвата и Виняри[7]
- Васил Димов Рисковски (1867 – след 1943), български революционер
- Васил Кършаков, български революционер
- Василка Пандова (1900 – ?), българска народна певица, емигрира в Свободна България, от нея проф. Николай Кауфман записва в 1955 година песен, изпълнявана в Костурско[8]
- Веса Кършакова (1908 – ?), българска народна певица, емигрира в Свободна България, от нея проф. Николай Кауфман записва в 1955 година песен, изпълнявана в Костурско[8]

### Г
- Георги Кенков (1867 – 1932), български революционер
- Георги Киселинчев (1878 – 1971), български архитект
- Георги Попстефанов, гръцки андарт
- Георги Сидерков, български революционер от ВМОРО, четник на Бончо Василев[4]
- йеродякон Григорий Бейдов, български просветен деец, учител в Костурското българско училище[9]

### Д
- Дельо Марковски (1871 – 1939), български революционер, войвода на ВМОРО
- Димитър Палчев (1886 – ?), виден български лекар, общественик, деец на Костурското братство
- Драган Орлов, български публицист

### З
- Зисо Пенчев (Ζήσης Πέντσας), гръцки андартски деец, учител, помощник на Георгиос Цондос[10]
- Зисо Терзиовски (Ζήσης Τερζής), гръцки андартски деец, агент от ІІІ ред[10]

### И
- Иван Гулев (Ιωάννης Γούλιος), деец на ВМОРО, издал на костурския владика Герман Каравангелис организационни тайни, осъден от ВМОРО на смърт, спасил се с бягство в Гърция и преминал на гръцка страна[11]
- Иван Майналовски, български офицер
- Иван Янакиев Канев (1865 - 1940), български революционер
- Иванчо Терзиовски, гръцки андартски капитан

### К
- Кирил Лазаров Пировски (1926 – ?), член на ЕПОН от 1942 г., партизанин в отряда на Лазар Търповски и Младежки батальон на ЕЛАС (1944), затворен (1946), войник на ДАГ в отряда на Пандо Шиперков (1947 – 1949), раняван 4 пъти, след разгрома на ДАГ емигрира, по-късно се заселва във Варна, България, оставя спомени[12]
- Кръстьо (Ставри) Димитров Пинзов (1866 – 1952), български революционер

### Л
- Лабро Киселинчев (1897 – ?), български общественик, деец на МПО
- Лазар Атанасов Гушлев, български революционер, гевгелийски войвода на ВМОК в 1902 година[13]
- Лазар Кенков (1859 или 1860 – след 1943), български революционер
- Лазар Киселинчев (1874 – 1946), български революционер
- Лазар Палчев, (1876 – 1960), български революционер и общественик, деец на МПО
- Лазо Павлов (Стефанов) Миовски – Желевар, български революционер от ВМОРО, четник на Иван Наумов Алябака[3]
- Ламбо Кръстев – Хаджията (1878 – 1906), български революционер от ВМОК, четник при Анастас Янков, загинал във Влахи[14]
- Ламбо Трайков Марковски (1899 – ?), интербригадист[15]
- Ламбри Иванов, български революционер от ВМОРО, четник на Христо Цветков[16]
- Ламбро Руков, четник при войводата Васил Чекаларов

### М
- Минчо Томов (Стамчев, Станчев) (около 1845 – ?), български революционер
- Митко Поптрандовски (1937 - 1976), югославски геолог, в 1948 година по време на Гражданската война в Гърция е изведен като дете бежанец в Чехословакия, където завършва гимназия; в 1960 година завършва Факултета по природни науки и математика на Университета „Масарик“ в Бърно; от 1960 до 1969 година работи в Чехословакия в Института за геоложки изследвания в Бърно, а след това е ръководител на отдела за неметали в Геологическия институт в Прага; в 1969 година се установява в Югославия и е назначен като асистент по геология в Географския институт към Научно-математическия факултет на Скопския университет; в 1971 година става асистент[17]
- Мито Миовски (р. 1936), езиковед от Северна Македония
- Митре Пировски (? – 1903), български революционер от ВМОРО

### Н
- Надежда Калановска (1906 – ?), българска народна певица, емигрира в Свободна България, от нея проф. Николай Кауфман записва в 1955 година песен, изпълнявана в Костурско[8]
- Наум Киров (Наум Константинов, Ναούμης Κωνσταντινίδης), хайдутин
- отец Наум Отцев (1870 – 1927), български свещеник и революционер
- Наум (Нумо) Марковски (? – 1907), български революционер, войвода на ВМОРО
- Наум Попйовчев Търповски, български революционер, деец на ВМОРО
- Наум Руков (1847 – 1937), участник в гръцкото и българското революционни движения, деец на ВМОРО
- Никола Гушлев (1902 – 1992), деец на ВМРО, съратник на Илия Дигалов[18]
- Никола Кирчов, деец на ВМОРО, преминал на гръцка страна[19]
- Никола Попкиров – Боримечката, деец на ВМОРО[20]
- Никола Поповски (ок. 1876 – 1922), български предприемач
- Никола Попстанишев, български революционер, деец на ВМОРО, загинал.[21]

### П
- Пандо Киселинчев (1890 – 1982), български скулптор
- Петър Д. Панчов, български архитект, завършил техническо училище в Атина в 1881 г.[22]

### С
- Сарандис Цеманис (Цеманов, 1892 – 1973), гръцки лекар, кмет на Костур
- Стоян Гушле (1848 – ?), български харамия

### Т
- Трайко Медьов, убит от ВМОРО като предател и агент на властите в 1900 г.[23]
- Трифон Емануилов (Τρύφων Εμμανουήλ), гръцки андартски деец, агент от ІІІ ред[24]
- Търпо Лазаров Жагров (1881 – след 1943), български революционер
- отец Търпо Поповски (1848 – 1928), български свещеник, просветен деец и революционер

### Ф
- Филип Димодидаскалов (Φίλιππος Δημοδιδασκάλου), гръцки андартски деец, арестуван и убит от Кляшев и Кършаков[24]
- Филип Саров Кършаков (1880 - след 1912), български революционер от ВМОРО

### Х
- Хари Илиев, български общественик, председател на Костурската секция на Македонското културно-просветно дружество „Гоце Делчев“ в София към 1974 година[25]
- Христо Гушлев – Гучо (1869 – 1904), български революционер, войвода на ВМОРО
- Христо Калинов (Χρήστος Καλίνης), гръцки андартски деец, агент от ІІІ ред, заедно с Васил Цеманов, Трифон Емануилов, Михаил Кършаков и Андон Тезиовски създава гръцки комитет в селото[24]
- Христо Карликов (Риста Карликович, 1878 – 1947), сръбски просветен деец
- Христо Киселинчев (1873 – 1903), български революционер, деец на ВМОРО, загинал.[21]
- Христо Кършаков (1878 – след 1943), български революционер
- Христо Нолчев (1873 – 1964), български революционер и общественик
- Христо Руков (1887 – 1970), член на Изпълнителния комитет на ВМОРО

### Ц
- Цветко Василев Попцветков (1876 – 3 януари 1943), деец на Илинденската организация[26]

### Я
- Яни Пировски (1923 – 1949), командир на ДАГ

## Македоно-одрински опълченци
- Георги Димитров Бейдов (1876 – след 1943), търговец, III клас образование, Огнестрелен парк на МОО;[27][28] участва в Първата световна война с Втори пехотен полк на Седма пехотна рилска дивизия; на 27 март 1943 година, като жител на Курило, Софийско, подава молба за българска народна пенсия, която е одобрена и пенсията е отпусната от Министерския съвет на Царство България[28]
- Илия Димитров Бейдов (1876 – след 1943), 2-ра и 3-та рота на 8-а костурска дружина,[29][30] носител е на орден „За храброст“ IV степен;[30] на 24 февруари 1943 година, като жител на София, подава молба за българска народна пенсия,[31] която е одобрена и пенсията е отпусната от Министерския съвет на Царство България[30]
- Иван А. Майналовски (1889 – ?), 1 рота на 6 охридска дружина, ранен на 22 юни 1913 година, носител на орден „За храброст“ IV степен[32]
- Петър Анастасов, 23-годишен, търговец, ІІІ клас, орден „За храброст“ IV степен, орден „За военна заслуга“[33]
- Ставри Майноловски (Ставре Майноловски, 1880 – ?), майстор, II клас, Нестроева рота на 6 охридска дружина, 1 рота на 5 одринска дружина, Огнестрелен парк на МОО[32]

## Свързани с Косинец
- Веселин Калановски (1957), български актьор, по произход от Косинец[34]
- Петър Руков (1901 – ?), български балетист, по произход от Косинец
- Сибин Майналовски (1974), български писател, по произход от Косинец
- Сотир Майноловски (1930 – 2007), български актьор, по произход от Косинец
- Урания Пировска, северномакедонска активистка за човешки права, по произход от Косинец
- Христо Руков (1933 – 2001), български актьор, по произход от Косинец